# Wilhelm Sellmer
Wilhelm Sellmer (* 15. Juli 1877 in Ulm; † 13. Juni 1954 in Stuttgart) war ein deutscher Jurist und Richter am Reichsgericht.

## Leben
Er studierte Rechtswissenschaften in Tübingen in Leipzig und Berlin. Er war seit dem Wintersemester 1895/96 Mitglied der Burschenschaft Germania Tübingen. Er legte 1901 die erste und 1905 die zweite juristische Staatsprüfung ab.
1907 wurde er Marinekriegsgerichtsrat in Kiel. Von 1914 bis 1915 war er der Flotte und danach beim Heer tätig. Er war vor Verdun Regimentsadjutant sowie Batterieführer und wurde mit dem Eisernen Kreuz I. Klasse ausgezeichnet. 1921 wurde er Marinoberkriegsgerichsrat und er war von 1924 bis 1934 in dieser Eigenschaft beim Flottenstab. 
1934 wurde er Reichsgerichtsrat. Von 1934 bis 1944 war er Präsident des Wehrmachtsdienststrafhofs. 1944 wurde er unter Verleihung des Rangs eines Admirals in den Ruhestand versetzt.